# Artiom Surkov
Artiom Olégovich Surkov –en ruso, Артём Олегович Сурков– (Saransk, 15 de octubre de 1993) es un deportista ruso que compite en lucha grecorromana.
Ganó cuatro medallas en el Campeonato Mundial de Lucha, entre los años 2015 y 2019, y tres medallas en el Campeonato Europeo de Lucha entre los años 2017 y 2019. En los Juegos Europeos de Bakú 2015 obtuvo la medalla de oro en la categoría de 66 kg.

## Palmarés internacional
| Campeonato Mundial | Campeonato Mundial         | Campeonato Mundial | Campeonato Mundial |
| Año                | Lugar                      | Medalla            | Categoría          |
| ------------------ | -------------------------- | ------------------ | ------------------ |
| 2015               | Las Vegas (Estados Unidos) | Medalla de bronce  | 66 kg              |
| 2017               | París (Francia)            | Medalla de bronce  | 66 kg              |
| 2018               | Budapest (Hungría)         | Medalla de oro     | 67 kg              |
| 2019               | Nursultán (Kazajistán)     | Medalla de plata   | 67 kg              |
| Juegos Europeos    |                            |                    |                    |
| Año                | Lugar                      | Medalla            | Categoría          |
| 2015               | Bakú (Azerbaiyán)          | Medalla de oro     | 66 kg              |
| Campeonato Europeo |                            |                    |                    |
| Año                | Lugar                      | Medalla            | Categoría          |
| 2017               | Novi Sad (Serbia)          | Medalla de oro     | 66 kg              |
| 2018               | Kaspisk (Rusia)            | Medalla de oro     | 67 kg              |
| 2019               | Bucarest (Rumania)         | Medalla de bronce  | 67 kg              |